# Valframbert
Valframbert ist eine französische Gemeinde mit 1.699 Einwohnern (Stand: 1. Januar 2022) im Département Orne in der Region Normandie. Condé-sur-Sarthe gehört zum Arrondissement Alençon und zum Kanton Damigny (bis 2015: Kanton Alençon-3). Die Gemeinde ist Teil des Gemeindeverbandes Communauté urbaine d’Alençon. Die Einwohner werden Valframbertois genannt.

## Geographie
Valframbert ist eine banlieue im Norden von Alençon. Umgeben wird Valframbert von den Nachbargemeinden Radon und Forges im Norden, Semallé im Osten, Chenay im Südosten, Cerisé im Süden, Alençon im Süden und Südwesten sowie Colombiers im Westen.
Durch die Gemeinde führen die Autoroute A28 und die Route nationale 12.

## Bevölkerungsentwicklung
| Jahr                      | 1962 | 1968 | 1975 | 1982 | 1990 | 1999 | 2006 | 2013 | 2020 |
| ------------------------- | ---- | ---- | ---- | ---- | ---- | ---- | ---- | ---- | ---- |
| Einwohnerzahl             | 557  | 530  | 717  | 903  | 1398 | 1501 | 1550 | 1543 | 1760 |
| Quelle: Cassini und INSEE |      |      |      |      |      |      |      |      |      |

## Sehenswürdigkeiten

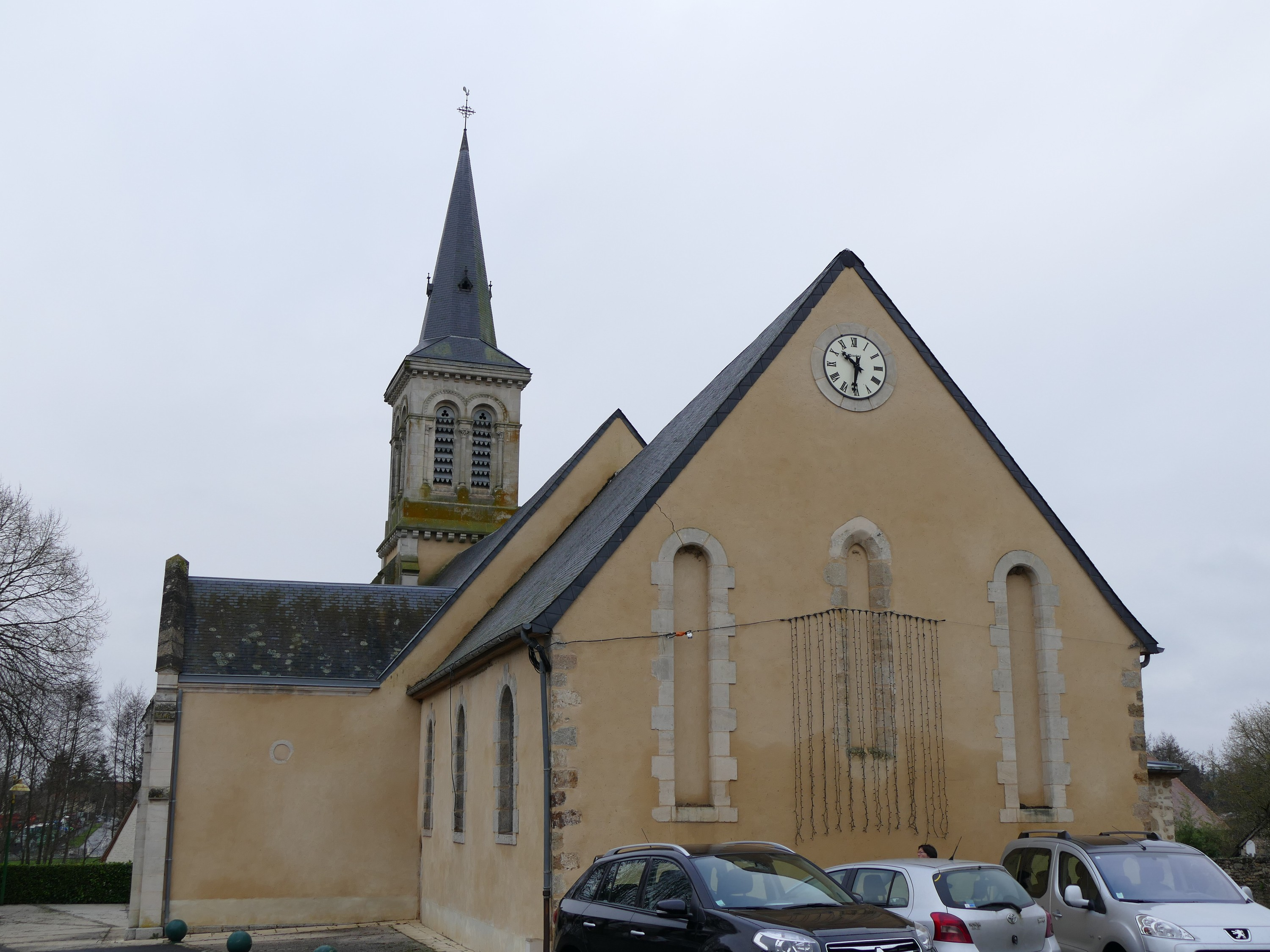
Kirche Saint-Sulpice

- Kirche Saint-Sulpice
- Schloss Aché
- Schloss Sarceaux
- Schloss Requêtes